# 濱田縣
濱田縣（日语：／ Hamada ken */?）是日本於1869年設立的行政區劃，曾經使用過的名稱包括隱岐縣、大森縣，管轄範圍包括過去令制國時代的隱岐國和石見國全部區域，也是現在的島根縣的隱岐群島和石見地方。

## 歷史
隱岐群島在江戶時代成幕府為直轄的天領，並委託松江藩代管；石見國除了設有濱田藩和津和野藩外，其中的石見銀山周邊由於銀山的緣故成為幕府的天領，幕府過去在此設立有大森代官所負責管理。
江戶時代末期，長州藩在1866年第二次長州征討時在此擊敗了濱田藩並佔領了濱田藩領地及控制了石見銀山。
明治維新後，1869年2月新政府先是設立設立隱岐縣負責管理原為幕府直屬領的隱岐群島；半年後，新政府將實際上已被長州藩控制的石見銀山周邊地區及原屬濱田藩的區域也劃入此縣，同時將縣廳移至石見的大森，因此縣名也跟著改為大森縣。
1870年縣廳再次遷移至那賀郡淺井村，縣名也同時再次更名為濱田縣。
1871年實施廢藩置縣，津和野藩直接廢除併入濱田縣，至此整個石見國都成為濱田縣的轄區；但在同年11月的第1次府縣整併中，將隱岐群島改劃入新設立的島根縣，至此濱田縣轄區僅剩下舊石見國的範圍。
1876年的第2次府縣整併中，濱田縣被併入島根縣。

## 歴任知事
隱岐縣
| 職稱       | 姓名     | 上任日期              | 卸任日期              | 備註           |
| ---------- | -------- | --------------------- | --------------------- | -------------- |
| 知事       | 真木益夫 | 1869年2月25日（舊曆） | 1869年7月17日（舊曆） | 原久留米藩藩士 |
| 權知事     | 真木益夫 | 1869年7月17日（舊曆） | 1869年8月2日（舊曆）  |                |
| 參考資料： |          |                       |                       |                |

大森縣
| 職稱       | 姓名     | 上任日期             | 卸任日期             | 備註           |
| ---------- | -------- | -------------------- | -------------------- | -------------- |
| 權知事     | 真木益夫 | 1869年8月2日（舊曆） | 1870年1月9日（舊曆） | 前隱岐縣權知事 |
| 參考資料： |          |                      |                      |                |

濱田縣
| 職稱       | 姓名     | 上任日期               | 卸任日期               | 備註           |
| ---------- | -------- | ---------------------- | ---------------------- | -------------- |
| 權知事     | 真木益夫 | 1870年1月9日（舊曆）   | 1870年9月5日（舊曆）   | 前大森縣權知事 |
| 權知事     | 佐藤信寛 | 1870年9月5日（舊曆）   | 1871年11月15日（舊曆） | 原長州藩藩士   |
| 権令       | 佐藤信寛 | 1871年11月15日（舊曆） | 1874年8月15日          |                |
| 縣令       | 佐藤信寛 | 1874年8月15日          | 1876年4月18日          |                |
| 參考資料： |          |                        |                        |                |